# Erigavo
Erigavo  (somaliska: Ceerigaabo) är en stad i regionen Sanaag, i östra Somalia. Staden är huvudort i Sanaag.